# La bandera - Marcia o muori
La bandera - Marcia o muori (March or Die) è un film d'avventura del 1977, diretto da Dick Richards, con Gene Hackman, Terence Hill, Catherine Deneuve, Max von Sydow ed Ian Holm.
Il film celebra la Legione straniera francese degli anni '20.

## Trama
Subito dopo la prima guerra mondiale, il maggiore di origine statunitense William Sharman Foster licenziato dallo US Army ed ora arruolato nella della legione straniera francese, reduce delle battaglie in Europa, è a Parigi per assumere il comando di un battaglione di legionari destinati alla protezione di un gruppo di archeologi inviati a Erfoud, in Marocco, durante la guerra del Rif, alla ricerca della tomba dell'"Angelo del Deserto". I legionari ed i ricercatori sono minacciati dai continui attacchi dei beduini, capeggiati da El Krim. Tra questi legionari è presente Marco Segrain, che intrattiene una tormentata relazione con l'unica donna francese imbarcata sulla stessa nave che lo ha portato nel paese nord-africano, M.me Simone Picard.
I legionari partono dal Forte e si recano nel deserto scortando gli archeologi, che scopriranno la tomba e ne estrarranno il sarcofago dell'"Angelo del Deserto".
Foster comprende che quella reliquia è troppo importante per i beduini e, dopo aver temporaneamente imprigionato gli archeologi, si reca al campo di El Krim offrendola loro in segno di pace. El Krim la accetta, questa però è anche l'occasione ideale per lui di unire definitivamente le tribù contro gli uomini della Legione Straniera, per mezzo della quale la Francia depreda il Marocco dei suoi tesori artistici.

Le tribù nomadi attaccano l'accampamento e fanno strage di legionari. Durante la battaglia muore eroicamente lo stesso maggiore Foster. El Krim, visto perire il capo avversario, ferma l'attacco, rende onore al nemico e lascia tornare a casa i pochi superstiti della Legione, una decina in tutto affinché possano tornare, testimoniare dell'accaduto e quindi far capire ai francesi di stare lontani dalle loro terre.
Segrain può tornare al Forte da M.me Picard, che nel frattempo si è adoperata per farlo tornare con sé in Francia, ma egli ha cambiato idea e resterà nella Legione per onorare la memoria dei compagni caduti per mano dei beduini.

## Riferimenti
Il titolo italiano del film fa riferimento al film del 1935 La bandera di Julien Duvivier con Annabella e Jean Gabin. Quest'altro film (tratto a sua volta dall'omonimo romanzo del 1931 di Pierre Mac Orlan) ha una trama molto simile, ma è ambientato nella Legione Straniera Spagnola invece che in quella francese. Il termine "Bandera" (battaglione, lett. bandiera) è tipico della legione spagnola, infatti, e non di quella francese. Il termine "Bandera" non compare nemmeno nei dialoghi originali in lingua inglese, ma è un'aggiunta del titolo italiano.

## Colonna sonora
La canzone "Plaisir d'amour", una melodia sull'amore perduto e il rimpianto, viene ascoltata ripetutamente nel film, fungendo da colonna sonora del film.  Si tratta di una celebre “romanza” composta attorno al 1785 da Jean-Paul-Égide Martini.